# بيتي تانر
بيتي تانر (بالإنجليزية: Betty Tanner)‏ هي ممثلة أمريكية، ولدت في 5 فبراير 1916 في لين في الولايات المتحدة، وتوفيت بنفس المكان في 8 نوفمبر 1994.

## وصلات خارجية
- بيتي تانر على موقع IMDb (الإنجليزية)